# Marie Coca y su hija
Marie Coca y su hija es un cuadro creado en 1913 por la pintora francesa Suzanne Valadon. En formato vertical, este óleo sobre lienzo es un retrato doble de la sobrina de la artista, Marie Coca, y su hija, Gilberte. De cuerpo entero y en un plano cercano, se encuentran en un interior burgués sencillo, la madre sentada en un sillón forrado con estampado floral, que resuena en el vaso con claveles y acebo encima de la mesa cuya esquina asoma a la derecha, y la niña sobre un cojín en el suelo de parqué, sujetando una muñeca sobre sus piernas estiradas. Adquirida a la artista en 1935, la obra se conserva en el Museo de Bellas Artes de Lyon.

## Descripción
A la izquierda de la composición aparece un cuadro colgado en la pared detrás del sillón. Se trata de una reproducción grabada, por tanto invertida, de una obra en grisalla de Edgar Degas, Ensayo de un ballet en el escenario, de 1874. Un homenaje de Valadon al maestro que la enseñó y la animó a pintar.

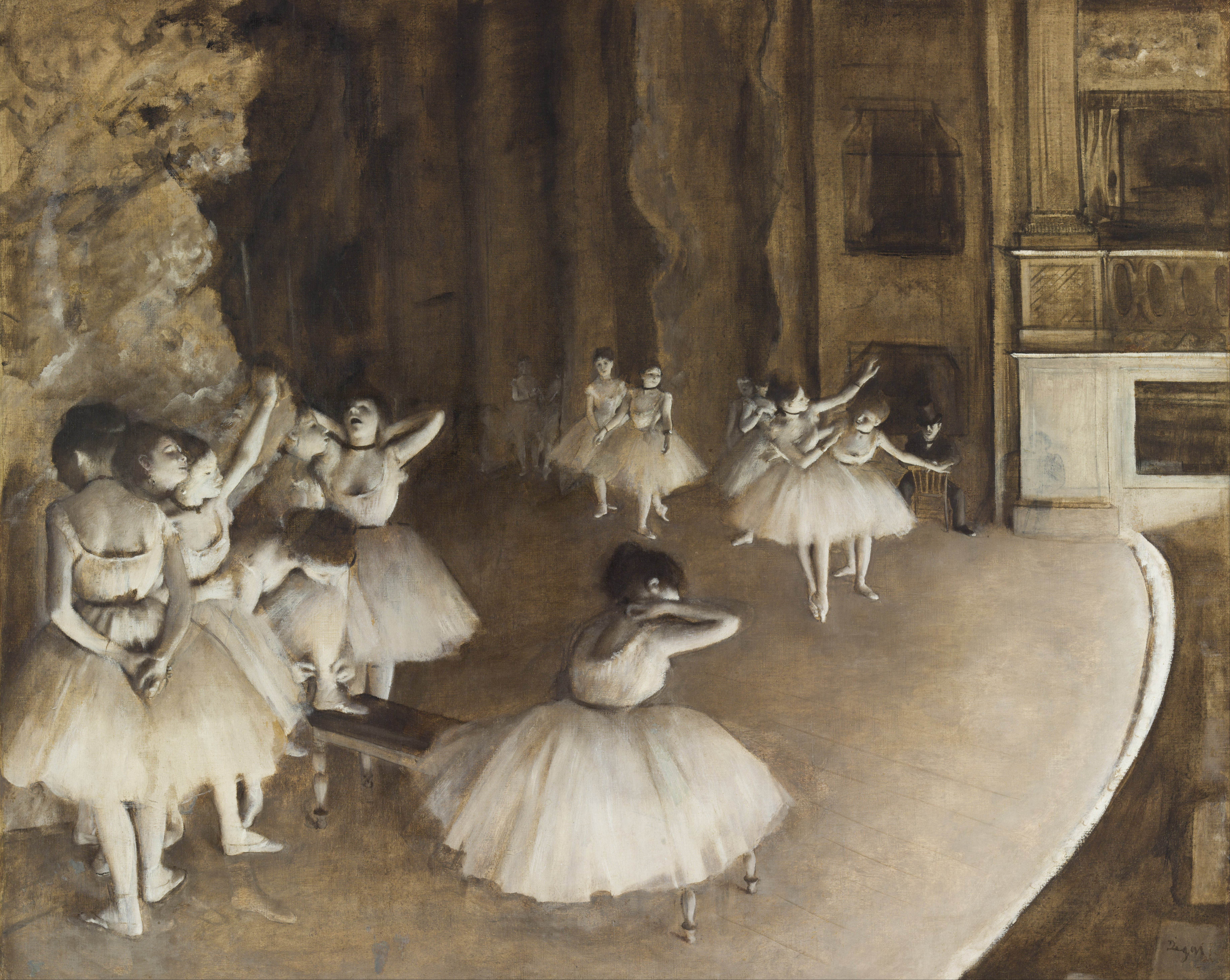
Edgar Degas, Ensayo de un ballet en el escenario, 1874 – Museo de Orsay, París.